# Navarredonda y San Mamés
Navarredonda y San Mamés település Spanyolországban, Madrid tartományban. Navarredonda y San Mamés Lozoya, Aldealengua de Pedraza, Gallegos, Villavieja del Lozoya és Gargantilla del Lozoya y Pinilla de Buitrago községekkel határos. Lakosainak száma 151 fő (2024).

## Népesség
A település népessége az utóbbi években az alábbiak szerint változott:
| Lakosok száma | 106  | 137  | 141  | 142  | 141  | 129  | 131  | 129  | 138  | 151  |
|               | 2001 | 2004 | 2007 | 2009 | 2012 | 2014 | 2017 | 2019 | 2022 | 2024 |